# Siticars
Siticars – brytyjski dystrybutor elektrycznych mikrosamochodów z siedzibą w Londynie działający od 2018 roku. Oferuje on pojazdy pod marką me.

## Historia
W 2018 roku w stolicy Wielkiej Brytanii utworzony został startup z inicjatywy firmy Space Options, w kwietniu 2019 roku prezentując swój produkt skierowany do nabywców na rodzimym rynku pod marką stylizowaną na napis me. Niewielki hatchback przyjął koncepcję elektrycznego mikrosamochodu, nadając mu nazwę me Micro Electric.
Podobnie jak niepowiązane przedsiębiorstwo ARI Motors z Niemiec, także i Siticars zdecydowało się zapożyczyć model City Spirit z oferty chińskiej firmy Jiayuan EV. Poza odmianą osobową, ofertę Siticars wzbogacił także wariant dostawczy.

## Modele samochodów

### Mikrosamochody
- me Micro Electric